# Grevillea scabra
Grevillea scabra är en tvåhjärtbladig växtart som beskrevs av Meissn.. Grevillea scabra ingår i släktet Grevillea och familjen Proteaceae. Inga underarter finns listade i Catalogue of Life.